# 阿诺德·汤因比
阿诺德·汤因比（英語：Arnold Toynbee，/ˈtɔɪnbi/；1852年8月28日—1883年3月9日，為與其侄區分亦稱老湯恩比），英國經濟史學家。他是第一位將英國在18世纪因為工業技術改革，以致生產力大幅度提昇的時期命名為“工業革命”的人。

## 生平
老汤因比在倫敦出生，曾任教牛津大学贝利奥尔学院。他愛研究社會改革，並與成年學生一同研究。

## 纪念
現時倫敦一所大學宿舍“汤因比馆”就以他的名字命名。

## 家庭
侄子阿诺德·J·汤因比同为歷史學家。

## 出版
- Tonybee, A. (1884), "The Industrial Revolution in England", U.K.